# Brecht De Groot
Brecht De Groot is een Vlaamse regisseur.